# Campeonato Chileno de Futebol de 1982 - Segunda Divisão
O Campeonato Chileno de Futebol de Segunda Divisão de 1982 foi a 31ª edição do campeonato do futebol do Chile, segunda divisão, no formato "Primera B". Em turno e returno os 22 clubes jogam todos contra todos. Os oito primeiros colocados são promovidos para o Campeonato Chileno de Futebol de 1983. O último colocado iria para o Campeonato Chileno de Futebol de 1983 - Terceira Divisão.

## Participantes
| Equipe                                        | Cidade                                                   | Região                           | No ano anterior                                                      | Estádio                                               | Capacidade | Títulos              | Participações |
| --------------------------------------------- | -------------------------------------------------------- | -------------------------------- | -------------------------------------------------------------------- | ----------------------------------------------------- | ---------- | -------------------- | ------------- |
| Deportes Iberia                               | Los Ángeles                                              | Região de Bío-Bío                | Décimo Sétimo Lugar                                                  | Estádio Municipal de Los Ángeles                      | 5.000      | 0 (não possui)       | 28            |
| Deportes Linares                              | Linares                                                  | Região de Maule                  | Oitavo Lugar                                                         | Estádio Fiscal de Linares                             | 7.000      | 0 (não possui)       | 22            |
| Club Social y Deportivo San Antonio Unido     | San Antonio                                              | Região de Valparaíso             | Vigésimo Lugar                                                       | Estádio Municipal Doctor Olegario Henríquez Escalante | 2.000      | 0 (não possui)       | 21            |
| Ferroviarios de Chile                         | Estación Central                                         | Região Metropolitana de Santiago | Décimo Terceiro Lugar                                                | Estádio Ferroviário Hugo Arqueros Rodríguez           | 30.000     | 0 (não possui)       | 14            |
| Club Deportivo Trasandino de Los Andes        | Los Andes                                                | Região de Valparaíso             | Nono Lugar                                                           | Estádio Regional de Los Andes                         | 2.500      | 0 (não possui)       | 27            |
| Club de Deportes Malleco Unido                | Angol                                                    | Região de Araucanía              | Décimo Nono Lugar                                                    | Estádio Municipal Alberto Larraguibel Morales         | 4.000      | 0 (não possui)       | 9             |
| Club de Deportes Unión San Felipe             | San Felipe                                               | Região de Valparaíso             | Vigésimo Segundo Lugar                                               | Estádio Municipal de San Felipe                       | 18.500     | 1 (1970)             | 14            |
| Club de Deportes Unión La Calera              | La Calera                                                | Região de Valparaíso             | Décimo Segundo Lugar                                                 | Estádio Municipal Nicolás Chahuán Nazar               | 10.000     | 1 (1961)             | 16            |
| Colchagua Club de Deportes                    | San Fernando                                             | Região de O'Higgins              | Vigésimo Primeiro Lugar                                              | Estádio Municipal Jorge Silva Valenzuela              | 5.900      | 0 (não possui)       | 23            |
| Club de Deportes Antofagasta                  | Antofagasta                                              | Região de Antofagasta            | Sétimo Lugar                                                         | Estádio Regional de Antofagasta                       | 26.339     | 1 (1968)             | 7             |
| Club de Deportes Ovalle                       | Ovalle                                                   | Província de Coquimbo            | Décimo Oitavo Lugar                                                  | Estádio Municipal de Ovalle                           | 8.000      | 0 (não possui)       | 17            |
| Club Deportivo Huachipato                     | Talcahuano                                               | Região de Bío-Bío                | Décimo Primeiro Lugar                                                | Estádio Las Higueras                                  | -----      | 1 (1966)             | 6             |
| Club Deportes Cobresal                        | Localidade de El Salvador, na comuna de Diego de Almagro | Região de Atacama                | Décimo Lugar                                                         | Estádio El Cobre                                      | 8.000      | 0 (não possui)       | 3             |
| Club de Deportes Santiago Wanderers           | Valparaíso                                               | Região de Valparaíso             | Décimo Sexto Lugar                                                   | Estádio Elías Figueroa Brander                        | 23.000     | 1 (1978)             | 3             |
| Club de Deportes Coquimbo Unido               | Coquimbo                                                 | Região de Coquimbo               | Sexto Lugar                                                          | Estádio La Pampilla                                   | ---        | 2 (1962, 1977)       | 17            |
| Green Cross-Temuco                            | Temuco                                                   | Região de Araucanía              | Décimo Quinto Lugar                                                  | Estádio Municipal Germán Becker                       | 20.930     | 0 (não possui)       | 2             |
| Club de Deportes Lota Schwager                | Coronel                                                  | Região de Bío-Bío                | Décimo Quarto Lugar                                                  | Estádio Municipal Federico Schwager                   | 18.500     | 1 (1969)             | 6             |
| Club Deportivo Arturo Fernández Vial          | Concepción                                               | Região de Bío-Bío                | Acesso pelo Campeonato Chileno de Futebol de 1981 - Terceira Divisão | Estádio Municipal de Concepción                       | 35.000     | 0 (não possui)       | 1             |
| Club de Deportes Ñublense                     | Chillán                                                  | Região de Bío-Bío                | Rebaixado do Campeonato Chileno de Futebol de 1981                   | Estádio Bicentenário Municipal Nelson Oyarzún         | 12.000     | 1 (1976)             | 19            |
| Club Deportivo San Luis                       | Quillota                                                 | Região de Valparaíso             | Rebaixado do Campeonato Chileno de Futebol de 1981                   | Estádio Municipal Lucio Fariña Fernández              | 7.500      | 3 (1955, 1958, 1980) | 18            |
| Corporación Deportiva Everton de Viña del Mar | Viña del Mar                                             | Região de Valparaíso             | Rebaixado do Campeonato Chileno de Futebol de 1981                   | Estádio Sausalito                                     | 25.000     | 0 (não possui)       | 3             |
| Club Social y de Deportes Concepción          | Concepción                                               | Região de Bío-Bío                | Rebaixado do Campeonato Chileno de Futebol de 1981                   | Estádio Municipal de Concepción                       | 35.000     | 1 (1967)             | 3             |

## Campeão
| Campeão Chileno Segunda Divisão 1982                                  |
| --------------------------------------------------------------------- |
| Club Deportivo Arturo Fernández Vial (Concepción) (1º título) Campeão |